# 薩林縣 (阿肯色州)
薩林縣（英語：Saline County）是美国阿肯色州中部的一個縣，面積1,892平方公里。根據2020年美國人口普查，共有人口12萬3,416人。縣治本頓（Benton）。該縣建於1835年11月2日，縣名來自當地帶鹹味的泉水。該縣禁酒。